# Sòma d'aj
La sòma d'aj (pronuncia: [ˌsɔmaˈdɑi̯]) è una ricetta tipica piemontese, costituita da una fetta di pane sfregata di aglio e cosparsa d'olio d'oliva.
In piemontese aj significa aglio, mentre il termine sòma è da ricollegarsi al carico che si pone in groppa ad una bestia. Per cui una traduzione approssimativa del termine potrebbe essere "carico d'aglio".
Solitamente si accompagna con un grappolo di uva Barbera, soprattutto durante la vendemmia.
Una nota variante consiste nell'unire due fette di pane o le due parti di un panino così preparate farcendole con alcune fette di pomodoro. Il tipico panino usato per questa variante è la biova piemontese, panino tondeggiante con poca mollica e la crosta chiara e piuttosto croccante.